# Liste des îles de la mer de Chine méridionale
Cet article présente la liste des îles de la mer de Chine méridionale.

## Par superficie
|     | Nom                                | Pays                                    | Superficie (km²) | Population       | Commentaire                                                                           |
| --- | ---------------------------------- | --------------------------------------- | ---------------- | ---------------- | ------------------------------------------------------------------------------------- |
| 1   | Hainan                             | Chine                                   | 35 400           | 9 171 300 (2016) |                                                                                       |
| 2   | Îles Natuna                        | Indonésie                               | 3 420            | 100 000          | Archipel composé de 272 îles                                                          |
| 3   | Cần Giờ                            | Viêt Nam                                | 704              | 70 697           |                                                                                       |
| 4   | Îles Anamba                        | Indonésie                               | 637,1            | 37 493 (2010)    |                                                                                       |
| 5   | Pulau Bruit                        | Malaisie                                | 530              | 30 000           |                                                                                       |
| 6   | Cát Bà                             | Viêt Nam                                | 354              | 13 000           |                                                                                       |
| 7   | Lantau                             | Hong Kong (Chine)                       | 147,16           | 105 000 (2011)   |                                                                                       |
| 8   | Îles Pescadores                    | Taïwan                                  | 141,05           | 101 758 (2014)   | Archipel composé de 90 îles dont 4 îles principales: Qimei, Baisha, Wang'an, Xiyu     |
| 9   | Sancian                            | Chine                                   | 139,87           | 16 320           |                                                                                       |
| 10  | Quemoy                             | Taïwan                                  | 134,44           | 115 073 (2014)   | La plus grande île de l'archipel Kinmen.                                              |
| 11  | Île Tioman                         | Malaisie                                | 110              | 432 (2008)       | La plus grande île de l'archipel de Seribuat qui est composé de 60 îles.              |
| 12  | Hengqin                            | Chine                                   | 106,46           | 6 300            |                                                                                       |
| 13  | Xiachuan                           | Chine                                   | 98,68            | 16 000           |                                                                                       |
| 14  | Labuan                             | Malaisie                                | 92               | 100 000          | Comprend les îles Big Rusukan, Burung, Daat, Kuraman, Papan, Small Rusukan            |
| 15  | Île de Hong-Kong                   | Hong Kong (Chine)                       | 78,59            | 1 270 876 (2011) |                                                                                       |
| 16  | Côn Son                            | Viêt Nam                                | 51,52            | 4 000            | La plus grande île de l'archipel Poulo-Condore composé de 16 îles.                    |
| 17  | Weizhou                            | Chine                                   | 24,74            | 2 000            |                                                                                       |
| 18  | Xiyu (Pescadores)                  | Taïwan                                  | 18,7             | 8 417 (2018)     | île de l'archipel des Pescadores (Penghu)                                             |
| 19  | Phú Quý                            | Viêt Nam                                | 17,4             | 27 948 (2015)    |                                                                                       |
| 20  | Îles Perhentian                    | Malaisie                                | 15,35            | 2 000            | Archipel composé de 5 îles                                                            |
| 21  | Lieyu                              | Taïwan                                  | 14,75            | 12 857 (2018)    |                                                                                       |
| 22  | Pulau Gaya                         | Malaisie                                | 14,65            |                  |                                                                                       |
| 23  | Thổ Chu                            | Viêt Nam                                | 13,95            |                  | La plus grande île de l'archipel Thổ Chu composé de 8 îles                            |
| 24  | Trà Cổ                             | Viêt Nam                                | 13,69            | 3 777 (1999)     |                                                                                       |
| 25  | Île de Lamma                       | Hong Kong (Chine)                       | 13,55            | 5 900 (2011)     |                                                                                       |
| 26  | Île Tinggi                         | Malaisie                                | 13,5             |                  | île de l'archipel de Seribuat                                                         |
| 27  | Dangan dao                         | Chine                                   | 13,2             | 200              | La plus grande île de l'archipel de Wanshan qui est composé de 104 îles.              |
| 28  | Pulau Aur                          | Malaisie                                | 12,75            | 100 (2012)       |                                                                                       |
| 29  | Chek Lap Kok                       | Hong Kong(Chine)                        | 12,48            |                  |                                                                                       |
| 30  | Îles Hà Tiên                       | Viêt Nam                                | 11               |                  | Archipel composé de 16 îles                                                           |
| 31  | Tsing Yi                           | Hong Kong (Chine)                       | 10,69            | 191 500          |                                                                                       |
| 32  | Lý Sơn                             | Viêt Nam                                | 9,97             | 19 695 (2003)    |                                                                                       |
| 33  | Île Pemanggil                      | Malaisie                                | 9,2              |                  |                                                                                       |
| 34  | Erzhou dao                         | Chine                                   | 8,15             |                  | île de l'archipel de Wanshan (groupe est)                                             |
| 35  | Coloane                            | Macao (Chine)                           | 8,07             | 9 300            | île rattachée à Taipa depuis 2005                                                     |
| 36  | Danwanshan dao                     | Chine                                   | 8,07             | 3 000            | île de l'archipel de Wanshan (groupe sud-ouest)                                       |
| 37  | Baili dao                          | Chine                                   | 7,94             |                  | île de l'archipel de Wanshan (groupe sud-ouest)                                       |
| 38  | Taipa                              | Macao (Chine)                           | 7,6              | 92 000 (2016)    | île rattachée à Coloane depuis 2005                                                   |
| 39  | Lamay                              | Taïwan                                  | 6,8              | 12 372 (2018)    |                                                                                       |
| 40  | Kau Sai Chau                       | Hong Kong (Chine)                       | 6,7              |                  |                                                                                       |
| 41  | Île Babi Besar                     | Malaisie                                | 6,38             |                  | île de l'archipel de Seribuat                                                         |
| 42  | Île Seribuat                       | Malaisie                                | 5,52             |                  | île de l'archipel de Seribuat                                                         |
| 43  | Bảy Cạnh                           | Viêt Nam                                | 5,5              |                  | île de l'archipel Poulo-Condore                                                       |
| 44  | Hòn Bà                             | Viêt Nam                                | 5,45             |                  | île de l'archipel Poulo-Condore                                                       |
| 45  | Île Sibu                           | Malaisie                                | 4,81             |                  | île de l'archipel de Seribuat                                                         |
| 46  | Île Dong'ao                        | Chine                                   | 4,62             | 500              | île de l'archipel de Wanshan (groupe sud-ouest)                                       |
| 47  | Île Zhiwan                         | Chine                                   | 4,5              |                  | île de l'archipel de Wanshan (groupe est)                                             |
| 48  | Dazhou                             | Chine                                   | 4,36             |                  | proche de Hainan                                                                      |
| 49  | Île Xiaowanshan                    | Chine                                   | 4,35             |                  | île de l'archipel de Wanshan (groupe sud-ouest)                                       |
| 50  | Île Fenghuang                      | Chine                                   | 3,94             |                  | île artificielle ; proche de Hainan                                                   |
| 51  | Île Setidan                        | Malaisie                                | 3,8              |                  | île de l'archipel de Seribuat                                                         |
| 52  | Île Wai Lingding                   | Chine                                   | 3,7              |                  | île de l'archipel de Wanshan (groupe central)                                         |
| 53  | Po Toi                             | Hong Kong (Chine)                       | 3,69             |                  |                                                                                       |
| 54  | Île Beijian                        | Chine                                   | 3,17             |                  | île de l'archipel de Wanshan (groupe sud)                                             |
| 55  | Île Jibei                          | Taïwan                                  | 3,05             |                  | île de l'archipel des Pescadores (Penghu)                                             |
| 56  | Bạch Long Vĩ                       | Viêt Nam                                | 3,05             | 902 (2009)       |                                                                                       |
| 57  | Île de Yongxing                    | Chine / Taïwan / Viêt Nam               | 2,6              |                  | La plus grande île de l'archipel des Paracels composé d'environ 130 îles et/ou récifs |
| 58  | Île Sembilang                      | Malaisie                                | 2,51             |                  |                                                                                       |
| 59  | Cheung Chau                        | Hong Kong (Chine)                       | 2,44             | 22 740 (2011)    |                                                                                       |
| 60  | Tung Lung Chau                     | Hong Kong (Chine)                       | 2,42             |                  |                                                                                       |
| 61  | Îles Pratas                        | Taïwan / Chine                          | 2,38             |                  | Archipel composé de 3 îles (île Pratas, banc Vereker nord, banc Vereker sud)          |
| 62  | Kat O                              | Hong Kong (Chine)                       | 2,35             |                  |                                                                                       |
| 63  | Tuần Châu                          | Viêt Nam                                | 2,3              | 1 500            |                                                                                       |
| 64  | Wong Wan Chau                      | Hong Kong (Chine)                       | 2,13             |                  |                                                                                       |
| 65  | Île Dayang                         | Malaisie                                | 2,09             |                  | île de l'archipel de Seribuat                                                         |
| 66  | Cồn Cỏ                             | Viêt Nam                                | 2                | 400 (2003)       |                                                                                       |
| 67  | Hei Ling Chau                      | Hong Kong (Chine)                       | 1,93             |                  |                                                                                       |
| 68  | Xieyang                            | Chine                                   | 1,89             |                  |                                                                                       |
| 69  | Phú Lệ                             | Viêt Nam                                | 1,8              |                  | île de l'archipel Poulo-Condore                                                       |
| 70  | Tap Mun Chau                       | Hong Kong (Chine)                       | 1,69             |                  |                                                                                       |
| 71  | Îlot Dazhi                         | Chine                                   | 1,67             |                  | île de l'archipel de Wanshan (groupe nord-ouest)                                      |
| 72  | Îlot Zhu                           | Chine                                   | 1,66             |                  | île de l'archipel de Wanshan (groupe sud-ouest)                                       |
| 73  | Île Lincoln                        | Chine / Taïwan / Viêt Nam               | 1,6              |                  | île de l'archipel des Paracels (sous-groupe est)                                      |
| 74  | Île Wuzhizhou                      | Chine                                   | 1,48             |                  | proche de Hainan                                                                      |
| 75  | Île Miaowan                        | Chine                                   | 1,46             |                  | île de l'archipel de Wanshan (groupe sud)                                             |
| 76  | Île Aceh                           | Malaisie                                | 1,32             |                  | île de l'archipel de Seribuat                                                         |
| 77  | Ap Lei Chau                        | Hong Kong (Chine)                       | 1,30             | 86 782 (2007)    |                                                                                       |
| 78  | Îlot Ai                            | Chine                                   | 1,2              |                  | île de l'archipel de Wanshan (groupe central)                                         |
| 79  | Îlot Xiaozhi                       | Chine                                   | 1,2              |                  | île de l'archipel de Wanshan (groupe nord-ouest)                                      |
| 80  | Tai A Chau                         | Hong Kong (Chine)                       | 1,2              |                  |                                                                                       |
| 81  | Île Triton                         | Chine / Taïwan / Viêt Nam               | 1,2              |                  | île de l'archipel des Paracels                                                        |
| 82  | Wuqiu                              | Taïwan                                  | 1,2              | 669 (2016)       | rattachée à l'archipel Kinmen et composée de deux îles: Tachiu et Hsiaochiu           |
| 83  | Peng Chau                          | Hong Kong (Chine)                       | 1,16             |                  |                                                                                       |
| 84  | Île Nioutou                        | Chine                                   | 1,1              |                  | île de l'archipel de Wanshan (groupe nord-ouest)                                      |
| 85  | Île Huangmao                       | Chine                                   | 1,08             |                  | île de l'archipel de Wanshan (groupe sud-ouest)                                       |
| 86  | Pulau Bidong                       | Malaisie                                | 1                |                  |                                                                                       |
| 87  | Île Sanmen                         | Chine                                   | 0,98             |                  | île de l'archipel de Wanshan (groupe central)                                         |
| 88  | Île Dadan                          | Taïwan                                  | 0,97             |                  |                                                                                       |
| 89  | Peng Chau                          | Hong Kong (Chine)                       | 0,97             | 6 487 (2016)     |                                                                                       |
| 90  | Ma Wan                             | Hong Kong (Chine)                       | 0,97             |                  |                                                                                       |
| 91  | Île Tulai                          | Malaisie                                | 0,87             |                  | île de l'archipel de Seribuat                                                         |
| 92  | Île Xidan                          | Chine                                   | 0,85             |                  | île de l'archipel de Wanshan (groupe est)                                             |
| 93  | Île Sanjiaoshan                    | Chine                                   | 0,82             |                  | île de l'archipel de Wanshan (groupe nord-ouest)                                      |
| 94  | Tre Lớn                            | Viêt Nam                                | 0,75             |                  | île de l'archipel Poulo-Condore                                                       |
| 95  | Île Henggang                       | Chine                                   | 0,74             |                  | île de l'archipel de Wanshan (groupe central)                                         |
| 96  | Île Babi Hujong                    | Malaisie                                | 0,66             |                  | île de l'archipel de Seribuat                                                         |
| 97  | Îlot Ai Zhou Zi                    | Chine                                   | 0,6              |                  | île de l'archipel de Wanshan (groupe central)                                         |
| 98  | Îlot Zhongxin                      | Chine                                   | 0,6              |                  | île de l'archipel de Wanshan (groupe nord-ouest)                                      |
| 99  | Île de Babi Tengah                 | Malaisie                                | 0,55             |                  | île de l'archipel de Seribuat                                                         |
| 100 | Îlot Heng                          | Chine                                   | 0,54             |                  | île de l'archipel de Wanshan (groupe sud-ouest)                                       |
| 101 | Îlot Jiangong                      | Taïwan                                  | 0,5              |                  | île de l'archipel Kinmen                                                              |
| 102 | Île Duncan                         | Chine / Taïwan / Viêt Nam               | 0,48             |                  | île de l'archipel des Paracels (groupe du croissant)                                  |
| 103 | Île de Itu Aba                     | Chine / Philippines / Viêt Nam          | 0,48             |                  | La plus grande île de l'archipel des Sprartleys constitué de 14 îles.                 |
| 104 | Île Sibu Tengah                    | Malaisie                                | 0,45             |                  | île de l'archipel de Seribuat                                                         |
| 105 | Île Niao                           | Taïwan                                  | 0,4              | 1 226 (2018)     | île de l'archipel des Pescadores (Penghu), rattachée à la commune de Baisha           |
| 106 | Passu Keah                         | Chine / Malaisie / Taïwan / Viêt Nam    | 0,4              |                  | île de l'archipel des Paracels                                                        |
| 107 | Île Ngọc                           | Viêt Nam                                | 0,4              |                  | île de l'archipel Poulo-Condore                                                       |
| 108 | Tài Lớn                            | Viêt Nam                                | 0,38             |                  | île de l'archipel Poulo-Condore                                                       |
| 109 | Île Thitu                          | Chine / Taïwan / Viêt Nam               | 0,37             |                  | île de l'archipel des Spratleys                                                       |
| 110 | Île Dalie                          | Chine                                   | 0,36             |                  | île de l'archipel de Wanshan (groupe sud-ouest)                                       |
| 111 | Île Jinyin                         | Chine / Taïwan / Viêt Nam               | 0,36             |                  | île de l'archipel des Paracels (groupe du croissant)                                  |
| 112 | île Tokong Burung Besar            | Malaisie                                | 0,36             |                  | île de l'archipel de Seribuat                                                         |
| 113 | Île Zhuwantou                      | Chine                                   | 0,33             |                  | île de l'archipel de Wanshan (groupe central)                                         |
| 114 | Île Mawar                          | Malaisie                                | 0,33             |                  | île de l'archipel de Seribuat                                                         |
| 115 | Îlot Gui                           | Chine                                   | 0,32             |                  | île de l'archipel de Wanshan (groupe sud-ouest)                                       |
| 116 | Île Shanhu                         | Chine / Taïwan / Viêt Nam               | 0,31             |                  | île de l'archipel des Paracels (groupe du croissant)                                  |
| 117 | Île Ganquan                        | Chine / Taïwan / Viêt Nam               | 0,3              |                  | île de l'archipel des Paracels (groupe du croissant)                                  |
| 118 | Île Rawa                           | Malaisie                                | 0,3              |                  |                                                                                       |
| 119 | Île Erdan                          | Taïwan                                  | 0,28             |                  |                                                                                       |
| 120 | Trác Lớn                           | Viêt Nam                                | 0,25             |                  | île de l'archipel Poulo-Condore                                                       |
| 121 | Tre Nhỏ                            | Viêt Nam                                | 0,25             |                  | île de l'archipel Poulo-Condore                                                       |
| 122 | Île Layak                          | Malaisie                                | 0,24             |                  | île de l'archipel de Seribuat                                                         |
| 123 | Zhaoshu dao                        | Chine / Taïwan / Viêt Nam               | 0,22             |                  | île de l'archipel des Paracels (groupe amphitrite)                                    |
| 124 | Île Jinqing                        | Chine / Taïwan / Viêt Nam               | 0,21             |                  | île de l'archipel des Paracels (groupe du croissant)                                  |
| 125 | Bông Lang                          | Viêt Nam                                | 0,2              |                  | île de l'archipel Poulo-Condore                                                       |
| 126 | Île West York                      | Chine / Philippines / Taïwan / Viêt Nam | 0,19             |                  | île de l'archipel des Spratleys                                                       |
| 127 | Île Chitou                         | Chine                                   | 0,17             |                  | île de l'archipel de Wanshan (groupe nord-ouest)                                      |
| 128 | Nan dao                            | Chine / Taïwan / Viêt Nam               | 0,17             |                  | île de l'archipel des Paracels (groupe des sept îlots)                                |
| 129 | Îlot Shan                          | Chine                                   | 0,16             |                  | île de l'archipel de Wanshan (groupe sud)                                             |
| 130 | Île Tangah                         | Malaisie                                | 0,16             |                  | île de l'archipel de Seribuat                                                         |
| 131 | Phú Vinh                           | Viêt Nam                                | 0,15             |                  | île de l'archipel Poulo-Condore                                                       |
| 132 | Îlot Ping                          | Chine                                   | 0,14             |                  | île de l'archipel de Wanshan (groupe sud)                                             |
| 133 | Île Spratley                       | Chine / Taïwan / Viêt Nam               | 0,13             |                  | île de l'archipel des Spratleys                                                       |
| 134 | Île Parola                         | Chine / Philippines / Taïwan / Viêt Nam | 0,13             |                  | île de l'archipel des Spratleys                                                       |
| 135 | Zhong dao                          | Chine / Taïwan / Viêt Nam               | 0,13             |                  | île de l'archipel des Paracels (groupe des sept îlots)                                |
| 136 | Southwest Cay                      | Chine / Philippines / Taïwan / Viêt Nam | 0,12             |                  | île de l'archipel des Spratleys                                                       |
| 137 | Île Trứng                          | Viêt Nam                                | 0,1              |                  | île de l'archipel Poulo-Condore                                                       |
| 138 | Tài Nhỏ                            | Viêt Nam                                | 0,1              |                  | île de l'archipel Poulo-Condore                                                       |
| 139 | Trác Nhỏ                           | Viêt Nam                                | 0,1              |                  | île de l'archipel Poulo-Condore                                                       |
| 140 | Île Sin Cowe                       | Chine / Philippines / Taïwan / Viêt Nam | <0,1             |                  | île de l'archipel des Spratleys                                                       |
| 141 | Île Nanshan                        | Chine / Philippines / Taïwan / Viêt Nam | <0,1             |                  | île de l'archipel des Spratleys                                                       |
| 142 | Sand Cay                           | Chine / Philippines / Taïwan / Viêt Nam | <0,1             |                  | île de l'archipel des Spratleys                                                       |
| 143 | Île Loaita                         | Chine / Philippines / Taïwan / Viêt Nam | <0,1             |                  | île de l'archipel des Spratleys                                                       |
| 144 | Récif Swallow                      | Chine / Philippines / Taïwan / Viêt Nam | <0,1             |                  | île de l'archipel des Spratleys                                                       |
| 145 | Île Namyit                         | Chine / Philippines / Taïwan / Viêt Nam | <0,1             |                  | île de l'archipel des Spratleys                                                       |
| 146 | Îlot Wenwei                        | Chine                                   | <0,1             |                  | île de l'archipel de Wanshan (groupe sud)                                             |
| 147 | Île Yuangang                       | Chine                                   | <0,1             |                  | île de l'archipel de Wanshan (groupe central)                                         |
| 148 | Shi dao                            | Chine / Taïwan / Viêt Nam               | <0,1             |                  | île de l'archipel des Paracels (groupe amphitrite)                                    |
| 149 | Xisha-Zhou                         | Chine / Taïwan / Viêt Nam               | <0,1             |                  | île de l'archipel des Paracels (groupe amphitrite)                                    |
| 150 | Bei dao                            | Chine / Taïwan / Viêt Nam               | <0,1             |                  | île de l'archipel des Paracels (groupe des sept îlots)                                |
| 151 | Zhong Shazhou                      | Chine / Taïwan / Viêt Nam               | <0,1             |                  | île de l'archipel des Paracels (groupe des sept îlots)                                |
| 152 | Nan Shazhou                        | Chine / Taïwan / Viêt Nam               | <0,1             |                  | île de l'archipel des Paracels (groupe des sept îlots)                                |
| 153 | Bei Shazhou                        | Chine / Taïwan / Viêt Nam               | <0,1             |                  | île de l'archipel des Paracels (groupe des sept îlots)                                |
| 154 | Dongxin Shazhou                    | Chine / Taïwan                          | <0,1             |                  | île de l'archipel des Paracels (groupe des sept îlots)                                |
| 155 | Récif de Scarborough               | Chine / Philippines / Taïwan            | <0,1             |                  |                                                                                       |
| 156 | Xixin Shazhou                      | Chine / Taïwan                          | <0,1             |                  | île de l'archipel des Paracels (groupe des sept îlots)                                |
| 157 | Quanfu dao                         | Chine / Taïwan / Viêt Nam               | <0,1             |                  | île de l'archipel des Paracels (groupe du croissant)                                  |
| 158 | Banc d'observation (Îlot d'argent) | Chine / Taïwan / Viêt Nam               | <0,1             |                  | île de l'archipel des Paracels (groupe du croissant)                                  |
| 159 | Île Yagong                         | Chine / Taïwan / Viêt Nam               | <0,1             |                  | île de l'archipel des Paracels (groupe du croissant)                                  |
| 160 | Petit îlot d'argent                | Chine / Taïwan / Viêt Nam               | <0,1             |                  | île de l'archipel des Paracels (groupe du croissant)                                  |
| 161 | Île Guangjin                       | Chine / Taïwan / Viêt Nam               | <0,1             |                  | île de l'archipel des Paracels (groupe du croissant)                                  |
| 162 | Îlot de pierre                     | Chine / Taïwan / Viêt Nam               | <0,1             |                  | île de l'archipel des Paracels (groupe du croissant)                                  |
| 163 | Kuangzai Shazhou (Petit panier)    | Chine / Taïwan / Viêt Nam               | <0,1             |                  | île de l'archipel des Paracels (groupe du croissant)                                  |
| 164 | Amboyna Cay                        | Chine / Malaisie / Taïwan / Viêt Nam    | <0,1             |                  | île de l'archipel des Spratleys                                                       |
| 165 | Île Flat                           | Chine / Philippines / Taïwan / Viêt Nam | <0,1             |                  | île de l'archipel des Spratleys                                                       |
| 166 | Lankiam Cay                        | Chine / Philippines / Taïwan / Viêt Nam | <0,1             |                  | île de l'archipel des Spratleys                                                       |

## Par pays

### Chine
- Hainan
- Sancian
- Hengqing
- Xiachuan
- Weizhou
- Archipel de Wanshan
  - île Dangan
  - île Erzhou
  - île Danwanshan
  - île Baili
  - île Dong'ao
  - île Zhiwan
  - île Xiaowanshan
  - île Wai Lingding
  - île Beijian
  - îlot Dazhi
  - îlot Zhu
  - île Miaowan
  - îlot Ai
  - îlot Xiaozhi
  - île Nioutou
  - île Huangmao
  - îlot Ai zhou zi
  - îlot Zhongxin
  - îlot Heng
  - île Dalie
  - île Zhuwantou
  - îlot Gui
  - île Chitou
  - îlot Shan
  - îlot Ping
  - îlot Wenwei
  - île Yuangang
- Xieyang

### Hong Kong (Chine)
- Lantau
- Île de Hong Kong
- Île de Lamma
- Chek Lap Kok
- Tsing Yi
- Kau Sai Chau
- Po Toi
- Cheung Chau
- Tung Lung Chau
- Kat O
- Wong Wan Chau
- Hei Ling Chau
- Tap Mun Chau
- Ap Lei Chau
- Tai A Chau
- Peng Chau
- Ma Wan

### Macao (Chine)
- Coloane
- Taipa

### Indonésie
- Îles Natuna
- Îles Anambas

### Malaisie
- Pulau Bruit
- Archipel de Seribuat
  - Île Tioman
  - Île Tinggi
  - Île Babi Besar
  - Île Seribuat
  - Île Sibu
  - Île Setidan
  - Île Dayang
  - Île Aceh
  - Île Tulai
  - Île Babi Hujong
  - Île Babi Tengah
  - Île Sibu Tengah
  - Île Tokong Burung Besar
  - Île Mawar
  - Île Layak
- Labuan
  - Big Rusukan
  - Small Rusukan
  - Burung
  - Daat
  - Kuraman
  - Papan
- Îles Perhentian
- Pulau Gaya
- Pulau Aur
- Île Pemenggil
- Île Sembilang
- Pulau Bidong
- Île Rawa

### Taïwan
- Îles Pescadores
  - Qimen
  - Baisha
  - Wang'an
  - Xiyu
  - Île Jibei
  - Île Niao
- Archipel Kinmen
  - Quemoy
  - Wuqiu
    - Daqiu
    - Xiaoqiu
- Lieyu
- Lamay
- Île Dadan
- Îlot Jiangong
- Île Erdan

### Viet Nam
- Cần Giờ
- Cát Bà
- Archipel Poulo-Condore
  - Côn Son
  - Bảy Cạnh
  - Hòn Bà
  - Île Ngọc
  - Phú Lệ
  - Tre Lớn
  - Trác Lớn
  - Tre Nhỏ
  - Bông Lang
  - Phú Vinh
  - Île Trứng
  - Tài Nhỏ
  - Trác Nhỏ
- Archipel Thổ Chu
  - Thổ Chu
- Phú Quý
- Trà Cổ
- Îles Hà Tiên
- Lý Sơn
- Bạch Long Vĩ
- Tuần Châu
- Cồn Cỏ

### Îles à souveraineté contestée
- Îles Paracels
- Îles Pratas
- Îles Spratleys
- Récif de Scarborough